# Neukirchen vorm Wald
Neukirchen vorm Wald è un comune tedesco di 2 688 abitanti, situato nel land della Baviera.